# 96th Street (stacja metra na Lexington Avenue Line)
96th Street – stacja początkowa metra nowojorskiego, na linii 4 i 6. Znajduje się w dzielnicy Manhattan, w Nowym Jorku i zlokalizowana jest pomiędzy stacjami 103rd Street i 86th Street. Została otwarta 17 lipca 1918.